# Llista de topònims de Salou
Llista de topònims (noms propis de lloc) del municipi de Salou, al Tarragonès
Informació actualitzada per un bot. Els canvis manuals es perdran quan s'actualitzi!

## cabana
| imatge | Nom                   | Ubicat a | instància de | Detalls | coordenades                                                         | Protecció | Commons (més fotos) | Dades a WD                    |
| ------ | --------------------- | -------- | ------------ | ------- | ------------------------------------------------------------------- | --------- | ------------------- | ----------------------------- |
|        | corral de Ferreret    | Salou    | cabana       |         | 41° 04′ 45″ N, 1° 09′ 12″ E / 41.0792367276094°N,1.15340560382653°E |           |                     | Modifica les dades a Wikidata |
|        | corral del Baló       | Salou    | cabana       |         | 41° 04′ 23″ N, 1° 10′ 19″ E / 41.0729316928039°N,1.17205504752094°E |           |                     | Modifica les dades a Wikidata |
|        | corrals del Guardiola | Salou    | cabana       |         | 41° 05′ 47″ N, 1° 08′ 05″ E / 41.096258191158°N,1.13479468121374°E  |           |                     | Modifica les dades a Wikidata |

## cap
| imatge | Nom              | Ubicat a | instància de | Detalls | coordenades                                          | Protecció | Commons (més fotos) | Dades a WD                    |
| ------ | ---------------- | -------- | ------------ | ------- | ---------------------------------------------------- | --------- | ------------------- | ----------------------------- |
|        | Punta de Porroig | Salou    | cap          |         | 41° 03′ 56″ N, 1° 08′ 51″ E / 41.06546°N,1.147633°E  |           |                     | Modifica les dades a Wikidata |
|        | Punta del Cavall | Salou    | cap          |         | 41° 03′ 21″ N, 1° 09′ 38″ E / 41.055962°N,1.160651°E |           |                     | Modifica les dades a Wikidata |
|        | cap de Salou     | Salou    | cap          |         | 41° 03′ 23″ N, 1° 10′ 13″ E / 41.056317°N,1.170348°E |           | Cap de Salou        | Modifica les dades a Wikidata |

## casa
| imatge | Nom                      | Ubicat a | instància de | Detalls                                                                      | coordenades                                                                                   | Protecció                                  | Commons (més fotos)           | Dades a WD                    |
| ------ | ------------------------ | -------- | ------------ | ---------------------------------------------------------------------------- | --------------------------------------------------------------------------------------------- | ------------------------------------------ | ----------------------------- | ----------------------------- |
|        | Casa Bonet               | Salou    | casa         | Arquitecte: Domènec Sugrañes i Gras Estil: arquitectura modernista 1921 1918 | 41° 04′ 32″ N, 1° 07′ 57″ E / 41.075659°N,1.132535°E ca:Passeig Jaume I, 1-2 - plaça Bonet, 8 | bé integrant del patrimoni cultural català | Casa Bonet (Salou)            | Modifica les dades a Wikidata |
|        | Casa Torremar            | Salou    | casa         | Arquitecte: Josep Simó i Bofarull Estil: noucentisme                         | 41° 04′ 32″ N, 1° 08′ 01″ E / 41.075459°N,1.133504°E ca:Passeig Jaume I, 4                    | bé integrant del patrimoni cultural català | Casa Torremar (Salou)         | Modifica les dades a Wikidata |
|        | Torre Loperena           | Salou    | casa         | Arquitecte: Domènec Sugrañes i Gras Estil: arquitectura modernista 1925      | 41° 04′ 31″ N, 1° 08′ 04″ E / 41.07537°N,1.134427°E ca:Passeig Jaume I, 8                     | bé integrant del patrimoni cultural català | Xalet del passeig Jaume I, 8  | Modifica les dades a Wikidata |
|        | Vil·la Enriqueta         | Salou    | casa         | Estil: arquitectura popular                                                  | 41° 04′ 31″ N, 1° 08′ 00″ E / 41.0754°N,1.133297°E ca:Passeig Jaume I, 3                      | bé integrant del patrimoni cultural català | Vila Enriqueta (Salou)        | Modifica les dades a Wikidata |
|        | Vil·la Rosa              | Salou    | casa         | Estil: noucentisme                                                           | 41° 04′ 31″ N, 1° 08′ 03″ E / 41.075372°N,1.134162°E ca:Passeig Jaume I, 7                    | bé integrant del patrimoni cultural català | Vila Rosa (Salou)             | Modifica les dades a Wikidata |
|        | Xalet Miarnau Ciurana    | Salou    | casa         | Estil: noucentisme                                                           | 41° 04′ 31″ N, 1° 08′ 06″ E / 41.075352°N,1.134871°E ca:Passeig Jaume I, 9                    | bé integrant del patrimoni cultural català | Xalet Miarnau Ciurana (Salou) | Modifica les dades a Wikidata |
|        | Xalet Verge de la Pineda | Salou    | casa         | Estil: arquitectura eclèctica                                                | 41° 04′ 31″ N, 1° 08′ 02″ E / 41.0754°N,1.13386°E ca:Passeig Jaume I, 5                       | bé integrant del patrimoni cultural català | Xalet Verge de la Pineda      | Modifica les dades a Wikidata |

## edifici
| imatge | Nom                              | Ubicat a | instància de | Detalls                                                | coordenades | Protecció                                  | Commons (més fotos)           | Dades a WD                    |
| ------ | -------------------------------- | -------- | ------------ | ------------------------------------------------------ | --- | ------------------------------------------ | ----------------------------- | ----------------------------- |
|        | Apartaments Cala Vinya           | Salou    | edifici      | Arquitecte: Antoni Bonet i Castellana Josep Puig Torné | 41° 03′ 41″ N, 1° 09′ 49″ E / 41.06141°N,1.16371°E                                                                                         | bé integrant del patrimoni cultural català |                               | Modifica les dades a Wikidata |
|        | Apartaments Madrid               | Salou    | edifici      | Arquitecte: Antoni Bonet i Castellana Josep Puig Torné | 41° 03′ 28″ N, 1° 10′ 01″ E / 41.05789°N,1.16688°E ca:carrer de la Punta del Cavall 64-74, 43840 Salou ca:carrer Mola d'Aires, 43840 Salou | bé integrant del patrimoni cultural català | Apartaments Madrid            | Modifica les dades a Wikidata |
|        | Apartaments Reus                 | Salou    | edifici      | Arquitecte: Antoni Bonet i Castellana Josep Puig Torné | 41° 03′ 29″ N, 1° 09′ 58″ E / 41.05793°N,1.16608°E ca:carrer de la Punta del Cavall 55-59, 43840 Salou                                     | bé integrant del patrimoni cultural català | Apartaments Reus              | Modifica les dades a Wikidata |
|        | Apartaments Sol i Mar            | Salou    | edifici      | Estil: noucentisme                                     | 41° 04′ 34″ N, 1° 07′ 49″ E / 41.076235°N,1.130385°E ca:Carrer Joan Miró / Carrer Ponent                                                   | bé integrant del patrimoni cultural català | Apartaments Sol i Mar (Salou) | Modifica les dades a Wikidata |
|        | Apartaments Xipre                | Salou    | edifici      | Arquitecte: Antoni Bonet i Castellana Josep Puig Torné | 41° 03′ 25″ N, 1° 09′ 49″ E / 41.05683°N,1.16367°E ca:carrer de la Punta del Cavall 44, 43840 Salou                                        | bé integrant del patrimoni cultural català | Apartaments Xipre             | Modifica les dades a Wikidata |
|        | Casa Effinger                    | Salou    | edifici      | Arquitecte: Josep Maria Monravà i López                | 41° 03′ 27″ N, 1° 09′ 54″ E / 41.0574°N,1.165°E ca:carrer de la Punta del Cavall 49, 43840 Salou                                           |                                            |                               | Modifica les dades a Wikidata |
|        | Casa Rubió                       | Salou    | edifici      | Arquitecte: Antoni Bonet i Castellana Josep Puig Torné | 41° 03′ 20″ N, 1° 10′ 09″ E / 41.0556°N,1.1692°E ca:carrer de la Cala de Crancs 38, 43840 Salou                                            |                                            |                               | Modifica les dades a Wikidata |
|        | Pavelló Municipal                | Salou    | edifici      | 1986                                                   | 41° 04′ 54″ N, 1° 08′ 02″ E / 41.08162°N,1.13397°E ca:C. Milà, 5 6 msnm                                                                    | bé integrant del patrimoni cultural català | Pavelló Municipal de Salou    | Modifica les dades a Wikidata |
|        | Snacks i vestuaris a Cala Crancs | Salou    | edifici      | Arquitecte: Antoni Bonet i Castellana Josep Puig Torné | 41° 03′ 27″ N, 1° 10′ 04″ E / 41.05744°N,1.16778°E                                                                                         | bé integrant del patrimoni cultural català | Centre Cívic Cala Crancs      | Modifica les dades a Wikidata |
|        | Urbanització Mirador             | Salou    | edifici      | Estil: racionalisme arquitectònic mediterranisme       | 41° 04′ 33″ N, 1° 10′ 08″ E / 41.07583°N,1.169°E ca:Av. del Mirador                                                                        | bé integrant del patrimoni cultural català |                               | Modifica les dades a Wikidata |

## entitat singular de població
| imatge | Nom          | Ubicat a | instància de                                   | Detalls   | coordenades                                                      | Protecció | Commons (més fotos) | Dades a WD                    |
| ------ | ------------ | -------- | ---------------------------------------------- | --------- | ---------------------------------------------------------------- | --------- | ------------------- | ----------------------------- |
|        | Cap de Salou | Salou    | entitat singular de població                   | 2987 hab  | 41° 03′ 35″ N, 1° 10′ 04″ E / 41.05985237°N,1.16784107°E 38 msnm |           |                     | Modifica les dades a Wikidata |
|        | Salou        | Salou    | entitat singular de població capital municipal | 27455 hab | 41° 04′ 43″ N, 1° 09′ 07″ E / 41.0787°N,1.152°E 3 msnm           |           |                     | Modifica les dades a Wikidata |

## església
| imatge | Nom                          | Ubicat a | instància de | Detalls                     | coordenades                                                                | Protecció                                  | Commons (més fotos)          | Dades a WD                    |
| ------ | ---------------------------- | -------- | ------------ | --------------------------- | -------------------------------------------------------------------------- | ------------------------------------------ | ---------------------------- | ----------------------------- |
|        | Sant Ramon Nonat             | Salou    | església     |                             | 41° 04′ 33″ N, 1° 08′ 27″ E / 41.075753556252°N,1.14069530625985°E         |                                            | Sant Ramon Nonat de Salou    | Modifica les dades a Wikidata |
|        | Santa Maria del Mar de Salou | Salou    | església     | Estil: arquitectura barroca | 41° 04′ 34″ N, 1° 07′ 49″ E / 41.075978°N,1.13031°E ca:Carrer Església, 22 | bé integrant del patrimoni cultural català | Santa Maria del Mar de Salou | Modifica les dades a Wikidata |

## jaciment arqueològic
| imatge | Nom                   | Ubicat a | instància de         | Detalls | coordenades                                                                        | Protecció                                  | Commons (més fotos)          | Dades a WD                    |
| ------ | --------------------- | -------- | -------------------- | ------- | ---------------------------------------------------------------------------------- | ------------------------------------------ | ---------------------------- | ----------------------------- |
|        | Vil·la de Barenys     | Salou    | jaciment arqueològic |         | 41° 04′ 58″ N, 1° 07′ 25″ E / 41.082699°N,1.1236°E                                 | bé integrant del patrimoni cultural català | Vil·la de Barenys            | Modifica les dades a Wikidata |
|        | Vil·la de la Burguera | Salou    | jaciment arqueològic |         | 41° 04′ 58″ N, 1° 08′ 44″ E / 41.082743°N,1.145485°E                               | bé integrant del patrimoni cultural català | Burguera                     | Modifica les dades a Wikidata |
|        | la punta de la Cella  | Salou    | jaciment arqueològic |         | 41° 03′ 49″ N, 1° 10′ 34″ E / 41.063597°N,1.176191°E ca:Torre Alta (Racó de Salou) | bé cultural d'interès local                | La punta de la Cella (Salou) | Modifica les dades a Wikidata |

## masia
| imatge | Nom                  | Ubicat a | instància de | Detalls | coordenades                                                         | Protecció | Commons (més fotos) | Dades a WD                    |
| ------ | -------------------- | -------- | ------------ | ------- | ------------------------------------------------------------------- | --------- | ------------------- | ----------------------------- |
|        | Mas de Sant Ponç     | Salou    | masia        |         | 41° 05′ 21″ N, 1° 07′ 40″ E / 41.0892971376754°N,1.12768158307679°E |           |                     | Modifica les dades a Wikidata |
|        | Mas de l'Espinàs     | Salou    | masia        |         | 41° 04′ 59″ N, 1° 07′ 23″ E / 41.0830776971605°N,1.12298924468371°E |           |                     | Modifica les dades a Wikidata |
|        | Mas de l'Oesti       | Salou    | masia        |         | 41° 05′ 01″ N, 1° 06′ 16″ E / 41.083609846359°N,1.10433156420393°E  |           |                     | Modifica les dades a Wikidata |
|        | Mas de la Magrinyana | Salou    | masia        |         | 41° 05′ 12″ N, 1° 07′ 32″ E / 41.0866325699884°N,1.12556670459678°E |           |                     | Modifica les dades a Wikidata |
|        | Mas dels Garrabens   | Salou    | masia        |         | 41° 05′ 04″ N, 1° 07′ 09″ E / 41.0844850595639°N,1.11925872258769°E |           |                     | Modifica les dades a Wikidata |

## parc d'atraccions
| imatge | Nom               | Ubicat a        | instància de      | Detalls                     | coordenades                                                       | Protecció | Commons (més fotos) | Dades a WD                    |
| ------ | ----------------- | --------------- | ----------------- | --------------------------- | ----------------------------------------------------------------- | --------- | ------------------- | ----------------------------- |
|        | Ferrari Land      | Salou           | parc d'atraccions | 2017-04-07                  | 41° 05′ 08″ N, 1° 09′ 08″ E / 41.085448888889°N,1.1522877194444°E |           | Ferrari Land        | Modifica les dades a Wikidata |
|        | PortAventura Park | Salou Vila-seca | parc d'atraccions | 1995-05-01 Superfície: 52ha | 41° 05′ 16″ N, 1° 09′ 28″ E / 41.087777777778°N,1.1577777777778°E |           | PortAventura Park   | Modifica les dades a Wikidata |

## platja
| imatge | Nom                           | Ubicat a | instància de                                   | Detalls                 | coordenades                                                             | Protecció | Commons (més fotos)           | Dades a WD                    |
| ------ | ----------------------------- | -------- | ---------------------------------------------- | ----------------------- | ----------------------------------------------------------------------- | --------- | ----------------------------- | ----------------------------- |
|        | Cala Crancs                   | Salou    | platja platja d'arena daurada                  | Llarg: 80m Ample: 40m   | 41° 03′ 24″ N, 1° 10′ 03″ E / 41.056600000073°N,1.1676000004471°E       |           | Cala Crancs                   | Modifica les dades a Wikidata |
|        | Cala Font                     | Salou    | platja platja urbana platja d'arena daurada    | Llarg: 50m Ample: 35m   | 41° 03′ 33″ N, 1° 09′ 42″ E / 41.059200000172°N,1.1617999999674°E       |           | Cala Font (Salou)             | Modifica les dades a Wikidata |
|        | Cala Vinya                    | Salou    | platja platja d'arena daurada                  | Llarg: 35m Ample: 50m   | 41° 03′ 31″ N, 1° 09′ 44″ E / 41.058699999798°N,1.1621000004414°E       |           | Cala Vinya                    | Modifica les dades a Wikidata |
|        | Caleta de les Ferreries       | Salou    | platja                                         |                         | 41° 04′ 10″ N, 1° 08′ 45″ E / 41.06953286969416°N,1.1459575105517577°E  |           |                               | Modifica les dades a Wikidata |
|        | Caleta de les Roques Punxoses | Salou    | platja                                         |                         | 41° 03′ 50″ N, 1° 09′ 30″ E / 41.06386400594799°N,1.1582277520623527°E  |           |                               | Modifica les dades a Wikidata |
|        | Caleta dels Marbres           | Salou    | platja                                         |                         | 41° 03′ 37″ N, 1° 09′ 40″ E / 41.060256885322595°N,1.1612425951645056°E |           |                               | Modifica les dades a Wikidata |
|        | Platja Llarga                 | Salou    | platja platja d'arena daurada                  | Llarg: 600m Ample: 30m  | 41° 03′ 54″ N, 1° 09′ 20″ E / 41.064999999694°N,1.1554999998955°E       |           | Platja Llarga (Salou)         | Modifica les dades a Wikidata |
|        | cala de Penya Tallada         | Salou    | platja platja de roques platja d'arena daurada | Llarg: 60m Ample: 20m   | 41° 03′ 39″ N, 1° 09′ 40″ E / 41.060800000212°N,1.1611000003587°E       |           | Cala Penya Tallada            | Modifica les dades a Wikidata |
|        | platja de Llenguadets         | Salou    | platja platja urbana platja d'arena daurada    | Llarg: 60m Ample: 40m   | 41° 03′ 57″ N, 1° 08′ 57″ E / 41.065799999727°N,1.1491999998237°E       |           | Platja de Llenguadets         | Modifica les dades a Wikidata |
|        | platja de Llevant             | Salou    | platja platja d'arena daurada platja urbana    | Llarg: 1200m Ample: 80m | 41° 04′ 23″ N, 1° 08′ 19″ E / 41.07311°N,1.13863°E                      |           | Platja de Llevant (Salou)     | Modifica les dades a Wikidata |
|        | platja de Ponent              | Salou    | platja platja urbana platja d'arena daurada    | Llarg: 1100m Ample: 40m | 41° 04′ 29″ N, 1° 07′ 19″ E / 41.07459999972°N,1.1218999998116°E        |           |                               | Modifica les dades a Wikidata |
|        | platja dels Capellans         | Salou    | platja platja d'arena daurada platja urbana    | Llarg: 200m Ample: 55m  | 41° 04′ 06″ N, 1° 08′ 55″ E / 41.06845°N,1.14851°E                      |           | Platja dels Capellans (Salou) | Modifica les dades a Wikidata |
|        | platja dels Enlliscalls       | Salou    | platja platja de roques platja nudista         | Llarg: 100m Ample: 5m   | 41° 03′ 27″ N, 1° 10′ 22″ E / 41.057500000326°N,1.1727000004198°E       |           | Platja dels Enlliscalls       | Modifica les dades a Wikidata |

## Misc
| imatge | Nom                              | Ubicat a                                    | instància de                                        | Detalls                                                          | coordenades | Protecció                                            | Commons (més fotos)         | Dades a WD                    |
| ------ | -------------------------------- | ------------------------------------------- | --------------------------------------------------- | ---------------------------------------------------------------- | --- | ---------------------------------------------------- | --------------------------- | ----------------------------- |
|        | Antiga Capitania                 | Salou                                       | edifici administratiu                               |                                                                  | 41° 04′ 31″ N, 1° 07′ 54″ E / 41.075401306152344°N,1.1316829919815063°E ca:Passeig de Miramar / Jaume I                                                      |                                                      |                             | Modifica les dades a Wikidata |
|        | Barenys                          | Salou                                       | despoblat                                           |                                                                  | 41° 04′ 51″ N, 1° 07′ 00″ E / 41.080939°N,1.116551°E |                                                      |                             | Modifica les dades a Wikidata |
|        | Búnquer de la Talaia             | Salou                                       | búnquer                                             | 20th century                                                     | | bé integrant del patrimoni cultural català           |                             | Modifica les dades a Wikidata |
|        | Cala Morisca                     | Salou                                       | cala                                                |                                                                  | 41° 03′ 20″ N, 1° 10′ 07″ E / 41.05552056803356°N,1.1686159350181835°E                                                                                       |                                                      |                             | Modifica les dades a Wikidata |
|        | Carrer de l'Esperanto            | Salou                                       | carrer objecte Zamenhof-Esperanto                   | Anomenat per: esperanto                                          | 41° 04′ 29″ N, 1° 07′ 08″ E / 41.074808°N,1.118849°E |                                                      |                             | Modifica les dades a Wikidata |
|        | Estació de Port Aventura         | Salou                                       | estació de ferrocarril                              |                                                                  | 41° 05′ 18″ N, 1° 08′ 46″ E / 41.088447222222°N,1.1460083333333°E 12.48 msnm                                                                                 |                                                      | Port Aventura train station | Modifica les dades a Wikidata |
|        | Estació de Salou                 | Salou                                       | antiga estació de ferrocarril estació en superfície | Anomenat per: Salou                                              | 41° 04′ 39″ N, 1° 07′ 45″ E / 41.077444444444446°N,1.12925°E                                                                                                 |                                                      | Train station of Salou      | Modifica les dades a Wikidata |
|        | Estació del Carrilet             | Salou                                       | estructura arquitectònica                           |                                                                  | 41° 04′ 40″ N, 1° 07′ 49″ E / 41.07783126831055°N,1.1303149461746216°E ca:Plaça del Carrilet                                                                 |                                                      |                             | Modifica les dades a Wikidata |
|        | Far de Salou                     | Salou                                       | far                                                 | 1858 Alt: 11m                                                    | 41° 03′ 21″ N, 1° 10′ 19″ E / 41.05577057472964°N,1.1719166839699284°E ca:Carretera del Far, 58                                                              |                                                      | Far de Salou                | Modifica les dades a Wikidata |
|        | Granja Martorell                 | Salou                                       | granja                                              |                                                                  | 41° 05′ 41″ N, 1° 08′ 41″ E / 41.0948132163986°N,1.14459898355592°E                                                                                          |                                                      |                             | Modifica les dades a Wikidata |
|        | Monument a Jaume I               | Salou                                       | monument                                            |                                                                  | 41° 04′ 28″ N, 1° 08′ 22″ E / 41.0745081595235°N,1.13943298870051°E ca:Passeig Jaume I, 21-22                                                                |                                                      | Monument a Jaume I (Salou)  | Modifica les dades a Wikidata |
|        | Penya Tallada                    | Salou                                       | muntanya                                            |                                                                  | 41° 03′ 35″ N, 1° 09′ 39″ E / 41.059626°N,1.160929°E 2.3 msnm                                                                                                |                                                      |                             | Modifica les dades a Wikidata |
|        | Port de Salou                    | Salou                                       | port esportiu                                       |                                                                  | 41° 04′ 26″ N, 1° 07′ 52″ E / 41.07380776319495°N,1.1311283846709956°E                                                                                       |                                                      | Port de Salou               | Modifica les dades a Wikidata |
|        | PortAventura Caribe Aquatic Park | Salou Vila-seca                             | parc aquàtic                                        | 2002-06-01                                                       | 41° 05′ 17″ N, 1° 09′ 13″ E / 41.088°N,1.1536°E |                                                      | PortAventura Aquatic Park   | Modifica les dades a Wikidata |
|        | PortAventura World               | Salou Vila-seca                             | complex turístic                                    | 2002-06-13 Superfície: 119ha                                     | 41° 05′ 05″ N, 1° 09′ 05″ E / 41.084722222222°N,1.1513888888889°E 41° 05′ 12″ N, 1° 09′ 11″ E / 41.0866°N,1.1531°E ca:Avinguda de l’Alcalde Pere Molas, km 2 |                                                      | PortAventura World          | Modifica les dades a Wikidata |
|        | Salou                            | Salou                                       | vèrtex geodèsic                                     | Alt: 1.22m                                                       | 41° 03′ 34″ N, 1° 10′ 12″ E / 41.059533°N,1.170046°E 79.161 msnm                                                                                             |                                                      |                             | Modifica les dades a Wikidata |
|        | Torre Nova                       | Salou                                       | torre de sentinella                                 | Estil: arquitectura popular 17th century                         | 41° 04′ 08″ N, 1° 08′ 49″ E / 41.068872°N,1.146836°E ca:C. Brussel·les, 34. Platja Capellans 3 msnm                                                          | bé d'interès cultural bé cultural d'interès nacional | Torre Nova de Salou         | Modifica les dades a Wikidata |
|        | Torre Vella de Salou             | Salou                                       | torrassa                                            | Estil: gòtic tardà 16th century                                  | 41° 04′ 41″ N, 1° 07′ 44″ E / 41.0781°N,1.12889°E ca:Carrer del Arquebisbe Pere de Cardona, 1-5 7 msnm                                                       | bé d'interès cultural bé cultural d'interès nacional | Torre Vella de Salou        | Modifica les dades a Wikidata |
|        | Torre del Telègraf               | Salou                                       | torre de telegrafia òptica                          | Estil: arquitectura popular 19th century                         | 41° 04′ 43″ N, 1° 09′ 39″ E / 41.07850556°N,1.16083611°E ca:Avinguda del Mirador 67 msnm                                                                     | bé d'interès cultural bé cultural d'interès nacional | Torre del Telègraf (Salou)  | Modifica les dades a Wikidata |
|        | Xalets i Mirador de Salou        | Salou                                       | nucli d'entitat singular de població                | 583 hab                                                          | 41° 04′ 53″ N, 1° 09′ 55″ E / 41.08149371°N,1.16533497°E 13 msnm                                                                                             |                                                      |                             | Modifica les dades a Wikidata |
|        | barranc de Mascalvó              | Reus Vila-seca Salou província de Tarragona | curs d'aigua                                        | Desemboca: mar Mediterrània                                      | 41° 07′ 08″ N, 1° 06′ 54″ E / 41.11889°N,1.114987°E |                                                      | Barranc de Mascalvó         | Modifica les dades a Wikidata |
|        | casa consistorial de Salou       | Salou                                       | casa consistorial                                   |                                                                  | 41° 04′ 55″ N, 1° 08′ 07″ E / 41.0819679°N,1.1353693°E |                                                      |                             | Modifica les dades a Wikidata |
|        | cementiri de Salou               | Salou                                       | cementiri                                           |                                                                  | 41° 05′ 30″ N, 1° 06′ 56″ E / 41.0916320194236°N,1.11564973110511°E                                                                                          |                                                      | Cementiri de Salou          | Modifica les dades a Wikidata |
|        | mar Mediterrània                 |                                             | mar interior mar mediterrani conca hidrogràfica     | Superfície: 2500000km² Profunditat: 5267 1541m Volum: 3839000km³ | 38° N, 17° E / 38°N,17°E 0 msnm |                                                      | Mediterranean Sea           | Modifica les dades a Wikidata |